# Цер'є-Єсеньсько
46°13′ пн. ш. 15°56′ сх. д. / 46.21° пн. ш. 15.93° сх. д.
Цер'є-Єсеньсько (хорв. Cerje Jesenjsko) — населений пункт у Хорватії, в Крапинсько-Загорській жупанії у складі громади Єсенє.

## Населення
Населення за даними перепису 2011 року становило 158 осіб.
Динаміка чисельності населення поселення:

## Клімат
Середня річна температура становить 9,35 °C, середня максимальна – 23,02 °C, а середня мінімальна – -6,30 °C. Середня річна кількість опадів – 1093 мм.
| Клімат поселення                              | Клімат поселення | Клімат поселення | Клімат поселення | Клімат поселення | Клімат поселення | Клімат поселення | Клімат поселення | Клімат поселення | Клімат поселення | Клімат поселення | Клімат поселення | Клімат поселення | Клімат поселення |
| Показник                                      | Січ.             | Лют.             | Бер.             | Квіт.            | Трав.            | Черв.            | Лип.             | Серп.            | Вер.             | Жовт.            | Лист.            | Груд.            |                  |
| Середній максимум, °C                         | 5,17             | 6,84             | 10,75            | 14,84            | 19,80            | 23,02            | 22,47            | 21,91            | 18,02            | 12,94            | 7,51             | 3,93             |                  |
| Середня температура, °C                       | −0,56            | 1,10             | 5,01             | 9,10             | 14,08            | 17,28            | 19,03            | 18,48            | 14,59            | 9,50             | 4,08             | 0,50             |                  |
| Середній мінімум, °C                          | −6,3             | −4,64            | −0,72            | 3,37             | 8,33             | 11,54            | 15,60            | 15,06            | 11,18            | 6,09             | 0,66             | −2,92            |                  |
| Норма опадів, мм                              | 52               | 57               | 76               | 84               | 93               | 126              | 110              | 106              | 105              | 103              | 102              | 79               |                  |
| Середньомісячна швидкість вітру, м/с          | 1.88             | 2.03             | 2.40             | 2.40             | 2.29             | 2.01             | 1.92             | 1.80             | 1.80             | 1.91             | 2.00             | 1.99             |                  |
| Середньомісячна сонячна радіація, кДж/м²·день | 4140             | 6852             | 10462            | 14728            | 18726            | 20475            | 21256            | 18492            | 13696            | 8628             | 4580             | 3284             |                  |
| --------------------------------------------- | ---------------- | ---------------- | ---------------- | ---------------- | ---------------- | ---------------- | ---------------- | ---------------- | ---------------- | ---------------- | ---------------- | ---------------- | ---------------- |
| Джерело:                                      |                  |                  |                  |                  |                  |                  |                  |                  |                  |                  |                  |                  |                  |